# Hồ Quảng điền Tứ Xuyên
Hồ Quảng điền Tứ Xuyên (湖廣填四川), hay Cuộc di dân Hồ Quảng vào Tứ Xuyên, chỉ sự kiện 2 đợt di cư đại quy mô của người Hồ Nam và Hồ Bắc （tức Hồ Quảng) đến tỉnh Tứ Xuyên ở Trung Quốc.(Chữ "điền" trong Hồ Quảng điền Tứ Xuyên ở đây có nghĩa là lấp đầy hay "điền vào chỗ trống"). Đợt đầu là vào thời kỳ đầu đời nhà Minh cuối đời nhà Nguyên và đợt hai là từ đầu đời nhà Thanh cuối đời nhà Minh. Căn cứ vào tài liệu ghi chép lại của những đợt di cư quy mô lớn này, ngoài người Hồ-Quảng ra còn có cả người Giang Tây, Phúc Kiến, Quảng Tây nữa.
Trong hai thời kỳ này dân số của Tứ Xuyên giảm đột ngột do chuyến tranh loạn lạc, chính quyền các cấp của tỉnh này đã dùng các biện pháp thu hút di dân nơi khác đến, trong đó cư đân đến từ Hồ-Quảng là đông nhất. Các cuộc di cư quy mô lớn này đã ảnh hưởng đến kết cấu dân số của bản thân các tỉnh Hồ Nam, Hồ Bắc, dẫn đến sự kiện Giang Tây điền Hồ Quảng.